# Gokana
El gokana és una llengua que es parla al sud de Nigèria, a les LGAs d'Ogoni i de Gokana, a l'estat de Rivers.
El gokana és una llengua ogoni del grup lingüístic de les llengües ogoni orientals, que pertanyen a la família de les llengües Delta Cross, que al seu torn són llengües Benué-Congo. Les altres llengües que formen part del mateix grup lingüístic són el khana i el tee.

## Ús de la llengua i dialectologia
El gokana és una llengua desenvolupada (5), està estandarditzada i el seu ús és vigorós. S'utilitza a la llar i al mercat per persones de totes les edats i gaudeix de consideració positiva per les persones adultes però negatives pels joves. S'escriu en alfabet llatí des del 1992. Segons l'ethnologue, el 1989 hi havia 100.000 parlants de gokana.
Els dialectes del gokana són el bodo, el bomu, el dere i el kibangha.

## Població i religió
El 98% dels 140.000 gokanes són cristians; d'aquests, la meitat són protestants, el 30% són catòlics i el 20% pertanyen a esglésies cristianes independents. El 2% dels gokanes restants creuen en religions tradicionals africanes.